# Griseta mediterrània

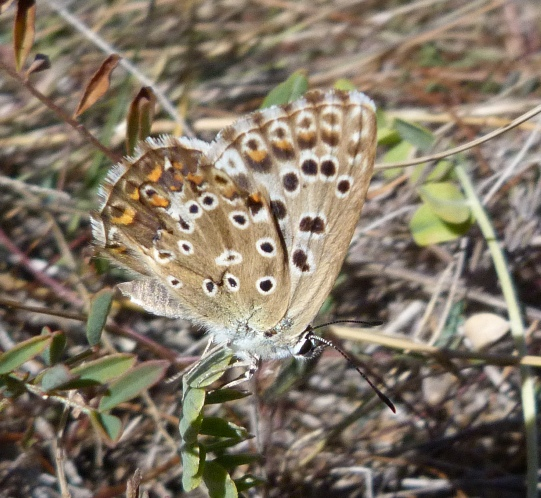
Femella (El Monestir d'Avellanes)

La griseta mediterrània (Lysandra hispana) és una espècie de lepidòpter papilionoïdeu de la família dels licènids (Lycaenidae) present als Països Catalans.

## Distribució
Es troba a l'Estat espanyol (Jaén, Granada, Albacete, Múrcia, País Valencià, Catalunya, Osca i Navarra), França (els Pirineus Orientals, Aude, Erau, l'Ardecha, Droma, Alps de l'Alta Provença i Marítims, Var i Valclusa) i Itàlia (Liguria i nord de la Toscana), entre els 400 i 1000 m d'altitud.

## Descripció
Dimorfisme sexual marcat: l'anvers dels mascles mostra un vistós color blau platejat, mentre que el de les femelles és completament marró. Revers marró clar amb punts negres i lúnules taronges. Fímbries ratllades de negre.

## Hàbitat
Prefereix llocs herbosos, secs, amb flors, freqüentment amb matollar; sobre terreny calcari. L'eruga és monòfaga: s'alimenta de Hippocrepis comosa.

## Període de vol
Vola en dues generacions: la primera entre abril i maig i la segona entre agost i començaments d'octubre.

## Biologia
Com els pugons (i la majoria de licènids), les erugues fabriquen substàncies sucroses que atrauen les formigues, en aquest cas Plagiolepis pygmaea i Crematogaster sordidula), que la protegeixen. Pot arribar a hibridar-se amb Lysandra bellargus.